# 750-ті
Раннє Середньовіччя. У Східній Римській імперії тривало правління Костянтина V. Піренейський півострів, крім Астурії, був окупований маврами, які утворили незалежний Кордовський емірат. На більшій частині Апеннінського півострова лежало Лангобардське королівство, Візантія втратила смугу в центральній Італії між Римом та Равенною, якою став управляти Папа Римський, за Візантією залишилася частина земель на півночі та півдні півострова. У Франкському королівстві сталася зміна династій, з 751 правив Піпін Короткий. Аквітанія, де правив Вайфар, була значною мірою незалежною. В Англії тривав період гептархії. Центр Аварського каганату лежав у Паннонії. Існували слов'янські держави князівство Карантанія та Перше Болгарське царство.
В арабському халіфаті тривало правління Аббасидів, Магриб та Іспанія відкололися. У Китаї тривало правління династії Тан. Індія роздроблена. В Японії триває період Нара. У степах між Азовським морем та Аралом існує Хазарський каганат. Степи на північ від Китаю займає Уйгурський каганат, тюрки мігнували на захід.
На території лісостепової України в VIII столітті виділяють пеньківську й празьку археологічні культури. У VIII столітті тривало швидке розселення слов'ян. У Північному Причорномор'ї співіснують різні кочові племена, зокрема булгари, хозари, алани, авари, тюрки.

## Події
Події, що відбулися впродовж цього десятиліття в Італії та Франкському королівстві, суттєво вплинули на розвиток історії Заходу. На початок десятиліття більшу частину Апеннінського півострова утримували лангобарди. Проте Рим і Равенна, а також смуга землі, що сполучала ці міста, належали Візантії. Ця смуга розділяла Лангобардське королівство на дві частини, і південні герцогства Сполетське й Беневентське користувалися значною автономією. Лангобардський король Айстульф 751 року захопив Равенну. Папа Римський звернувся за підтримкою до візантійського василевса Костянтина, але між Святим Престолом і Візантією склалися напружені стосунки через політику іконоборства василевса. Візантія, крім того, вже не мала сил утримувати свої італійські землі. Тоді Папи Римські знайшли нового покровителя — франків.
751 року зі згоди Папи Римського мажордом франків Піпін Короткий оголосив себе королем. Останнього короля династії Меровінгів Хільдерика IV та його сина ув'язнили в монастирі. 754 року Папа Стефан прибув до Франкського королівства і короновував Піпіна Короткого, який зобов'язався допомогти Папі в Італії. Франкський король дотримав свого слова, пішов війною на короля лангобардів Айстульфа й добився від нього передачі Равенни. Він подарував Равенну та смугу землі до Рима в центральній Італії Папі Римському. Як наслідок, утворилася Римська область, світська держава, підвладна Святому Престолу, яка вже не залежала від Візантії.
Франки й далі утверджували своє панування в Західній Європі. 759 року вони відбили в маврів Нарбонн, повністю прогнавши їх з території Франції. Після цього Піпін Короткий взявся за відновлення контролю над Аквітанією. Крім того, франки вели війни з германськими племенами на сході: саксами і баварами. Вони змусили баварів визнати сюзеренітет франкського короля. Разом із баварами підвладною франкам стала Карантанія.
Аббасидський халіфат утримував великі території в Азії та Північній Африці, проте він зазнав територіальних втрат у порівнянні з Омеядським халіфатом. Представник Омеядів Абдаррахман I захопив Іспанію й утворив на ній незалежний Кордовський емірат, який пізніше стане халіфатом. У Магрибі повстали бербери-хариджити. Вони завдали поразки військам халіфа й утворили кілька незалежних від халіфату областей, які воювали між собою. Проте, мусульмани завдали поразки Танському Китаю й припинили його контроль над Середньою Азією.
Візантія вела доволі успішні війни проти арабів та булгар. Костянтин V проводив переселення християнського населення із захоплених арабами земель у межі імперії, намагаючись компенсувати зростання чисельності слов'ян. Костянтин V і далі проводив політику іконоборства, започатковану його батьком. Він провів Іконоборчий собор, рішення якого не визнають ні Східні, ні Західні церкви.
Китай зазнав важкої поразки від арабів у Таримському басейні. Ця поразка спровокувала невдачі в інших регіонах імперії. Китайські війська програли битви з Наньчжао та киданями. У самому Китаї підняв повстання полководець тюркського походження Ань Лушань. Він захопив столичні міста Лоян та Чан'ань і навіть оголосив себе імператором, проте його вбив власний син. Правління імператорів із династії Тан поновилося, але держава ослабла.
- 752 — кінець понтифікату Папи Захарія;
- 752 — понтифікат Папи Стефана II;
- 752—757 — понтифікат Папи Стефана II (III);
- 757 — початок понтифікату Папи Павла I;